# Suede
Suede (с англ. — «Замша») — британская рок-группа, образовавшаяся в Лондоне в 1989 году. Группа входит в «большую четвёрку» брит-попа вместе с Oasis, Blur и Pulp .

## История группы

### 1989—1992 (предыстория)
Группа Suede была создана в Лондоне школьными приятелями Бреттом Льюисом Андерсоном и Мэтом Дэвидом Османом. Ещё в 1985 году Бретт в качестве гитариста и Мэт на бас-гитаре вошли в состав группы Geoff, просуществовавшей меньше года. Следующим проектом друзей стала готик-рок-группа Paint It Black («Окрась это чёрным»), так же быстро распавшаяся. После неё была группа Suave & Elegant («Учтивый и изящный»). Наконец, к 1989 году сформировалось трио, которое стало называться Suede: Андерсон — вокал, Осман — бас-гитара, а также подруга Бретта, сокурсница по архитектурному факультету колледжа при Лондонском университете, Джастин Фришманн (впоследствии солистка группы Elastica) — гитара (в ту пору музыкантами применялась драм-машина). По объявлению в журнале «New Musical Express» от 28 октября 1989 года был найден 19-летний гитарист Бернард Батлер.
В октябре 1990 года демозапись Suede победила на конкурсе, и звукозаписывающая компания «RML» из Брайтона, директором которой был друг Османа, подписала контракт на выпуск 7 альбомов. Тем временем на очередное объявление в журнале о поиске ударника откликнулся Майк Джойс из популярных The Smiths. Дебютный, так и не изданный сингл «Be My God/Art» разочаровал представителей из «RML», и они незамедлительно разорвали контракт со Suede. В июне 1991 года к группе присоединился ударник Саймон Гилберт. В том же году группу покинула Джастин, отчасти из-за нежелания исполнять её песни, отчасти из-за прекращения романтических отношений с Бреттом (после этого любовного разрыва Фришман начала встречаться с вокалистом группы Blur («Клякса») Деймоном Албарном). Таким образом сформировался классический состав Suede: Андерсон, Осман, Батлер и Гилберт.
В 1992 году группа наконец-то начала обретать популярность, играя по клубам. Suede получают исключительно положительные рецензии от альтернативной музыкальной прессы. В феврале Suede записывают первый сингл «The Drowners» (выпущен 11 мая 1992) и удачно подписывают контракт с небольшой молодой компанией «Nude Records» на выпуск двух синглов. Один из знакомых отослал единственную демо-плёнку популярному музыкальному журналу «Melody Maker» и в апреле 1992 года группа попала на обложку с заголовком «Лучшая новая группа Великобритании», что стало невероятным событием, поскольку к тому времени у Suede не было ещё ни одного сингла. Но до всеобщего признания коллектив пока не дотягивал: «The Drowners» («Утопленники»), дополненный песнями «To the Birds» («К птицам») и «My Insatiable One» («Мой ненасытный», эта композиция так впечатлила бывшего лидера The Smiths Моррисси, что он стал исполнять её на концертах), занял только 49-е место, и только последующие два сингла «Metal Mickey» и «Animal Nitrate» вошли в двадцатку британского хит-парада на 17-м и 7-м местах, соответственно.

### 1993—1994 (Suede,Dog Man Star)
Вышедший в конце марта 1993 года дебютный альбом, озаглавленный, как это часто бывает, одноимённо — Suede, оправдал все возлагавшиеся на него ожидания. Уже на стадии предварительных заявок, альбом получил серебряный статус, а через 2 дня после выхода стал «золотым», став самым быстропродаваемым дебютом за 10 лет. Группа пошла нарасхват: первые места в европейских хит-парадах, гастроли, интервью, музыкальные награды. Причина успеха Suede, помимо музыкальной составляющей, крылась в сознательном создании образа людей с неясной сексуальной ориентацией. «Я бисексуал, никогда не имевший гомосексуальных отношений», — заявил Бретт Андерсон в интервью «Melody Maker» в декабре 1992 года, на что Саймон Гилберт отреагировал следующим образом: «Я бисексуал, никогда не имевший гетеросексуальных отношений». Британцы давно ждали появления группы подобного формата, после долгого засилья американских грандж-исполнителей и местных малоприметных команд. Впечатляли двусмысленность имиджа и текстов песен, эмоциональность исполнения музыки, глэм-роковая эстетика, пронзительный, сексуальный вокал.
Летом 1993 группа предпринимает попытку освоить американский музыкальный рынок, отправившись в турне вместе с Cranberries. В США Suede признали неплохим дебютом, но отнеслись, в отличие от европейской аудитории, довольно сдержанно, что неудивительно: типичное британское звучание отпугнуло американских слушателей, привыкших почитать доморощенных звёзд и настороженно и снисходительно относиться к «чужакам».
В дополнение к относительному неуспеху заокеанского концертного тура, Suede утратили право называться своим именем, проиграв суд американской кантри-певице с аналогичным псевдонимом. Поэтому в США группа известна как «The London Suede».
Вернувшись с гастролей, музыканты приступают к записи нового альбома. Вышедший в феврале 1994 первый сингл с пластинки «Stay Together» — песня-посвящение неожиданно скончавшемуся отцу гитариста Бернарда Батлера, стал самым хитовым произведением Suede (однако Андерсон впоследствии говорил, что ему стыдно за авторство этой песни). В то же время в группе наметился определённый разлад. Обвинив Андерсона в эгоизме, звёздной болезни и диктаторстве, в июле 1994 группу покидает Бернард Батлер. Будущее Suede представлялось весьма туманным, поскольку Батлер являлся автором почти всей музыки коллектива и одним из лучших гитаристов Великобритании; поговаривали о возможном скором распаде группы. Однако группа не распалась, с помощью сессионных музыкантов и самого Андерсона на гитаре был дозаписан второй альбом Dog Man Star, вышедший в октябре 1994 года. Незадолго до этого на место гитариста — ещё один экстравагантный ход от Suede — был взят 17-летний Ричард Оукс, большой поклонник творчества и стиля игры Батлера, приславший в адрес фан-клуба демонстрационную кассету с весьма нахальным требованием принять его в группу.
И всё же уход Батлера подпортил имидж группы, и альбом не обрёл успеха своего предшественника. Кроме того, внимание публики и прессы сконцентрировалось на соперничестве других мегапопулярных брит-поповых коллективов — Oasis и Blur.

### 1996—1997 (Coming Up,Sci-Fi Lullabies)
По завершении турне группа взяла продолжительную паузу, оставив поклонников гадать, какое будущее ждёт коллектив и каким
будет новое звучание Suede. С первыми изменениями можно было познакомиться с конца 1995 года, когда группа начала давать концерты в лондонских залах. В числе прочих исполнялись и новые песни, часть которых были написаны Андерсоном вместе с новым участником Нилом Кодлингом, клавишником, двоюродным братом Саймона Гилберта. И фанаты, и музыканты отмечали, что музыка изменилась, стала более лёгкой, весёлой, более попсовой, в хорошем понимании этого слова. И хотя Suede растеряли часть прежних поклонников, приверженцев изысканности, особости, некой мрачноватости предыдущих творений, число новых фанатов значительно возросло.
«Coming Up» — альбом, вышедший в сентябре 1996 года, очень быстро занял первые места хит-парадов не только Великобритании, но и в Европе и Азии, в итоге став самым продаваемым за всю историю группы. Многочисленные выступления на радио, телевидении, небывалое количество синглов с одного альбома — целых 5, породили новую волну интереса к Suede и к брит-попу вообще.
Быть может, на этой волне, выпущенный в октябре 1997, альбом би-сайдов «Sci-Fi Lullabies», взлетел в чартах так высоко для альбома компиляций — на 9-е место. Впрочем, это не удивительно, поскольку Suede всегда серьёзно относились к наполнению синглов, никогда не включая в дополнение к основным песням откровенную халтуру либо «живые» записи популярных песен. Так, некоторые композиции по качеству даже превосходили основные. Диск разбит на 2 части, отражающие две эпохи Suede: с Бернардом Батлером и без него.

### 1999—2003 («Head Music», «A New Morning»)
Эра расцвета брит-попа оказалась непродолжительной. На момент записи четвёртого альбома интерес публики к этому стилю резко
падал. Не из конъюнктурных соображений, а из естественной потребности постоянно меняться и совершенствоваться, группа для
начала рассталась с прежним продюсером, пригласив нового, Стива Осборна, известного своим сотрудничеством с U2 и Placebo. Соответственно поменялось и звучание нового альбома Head Music, вышедшего в мае 1999 года, став более жёстким, электронным, авангардным. Песни «Electricity» и «She’s In Fashion» имели большой успех; последняя вообще стала самым мощным радиохитом Suede. Альбом тоже поначалу достиг первого места в чартах, но очень скоро слетел с вершины. В целом, критиков альбом не порадовал, основной части поклонников тоже не очень понравились эксперименты со звуком. Да и традиционно сильные би-сайды не шли ни в какое сравнение с ранними работами.
Весной 2001 года, когда группа приступила к записи следующего альбома, долгое время страдавший синдромом хронической усталости Нил Колдинг объявил о своём уходе. Вместо него в состав был принят Алекс Ли, уже несколько лет игравший с Suede в качестве сессионного музыканта. Бретт Андерсон заявил, что на новой пластинке группа возвращается к истокам, и музыка будет максимально похожа на ранних Suede.
Альбом был готов ещё в конце 2001, но получившийся вариант не устроил группу. Пришлось менять продюсера и
записывать по-новому. Наконец, в сентябре 2002 года, альбом, названный A New Morning (в названии выразились, по словам Андерсона, и новый этап в жизни группы, и открывающиеся новые горизонты, и «новое утро» самого Андерсона, завязавшего, наконец, с долголетним пристрастием к наркотикам), был издан, но уже не на «Nude Records», к этому времени прекратившей существование. Успех пластинки оказался более чем скромным: 24-е место в британском хит-параде, всего 2 сингла.
В октябре 2003 года, выпустив сборник синглов, незамысловато названный Singles, Suede подготовили грандиозную пятидневную программу, отыграв на этих концертах все песни со всех пяти студийных альбомов и синглов к ним, а также неизданные записи, таким образом подведя итог почти 15-летней музыкальной деятельности группы и попрощавшись со своими поклонниками.
13 декабря 2003 в Лондоне был дан заключительный концерт, по окончании которого Бретт Андерсоном «обнадёжил» фанатов Suede обещанием увидеться в следующей жизни.

### The Tears
В 2004 году Андерсон вместе со своим старым другом и некогда партнёром по Suede Бернардом Батлером основал группу The Tears, которая, выпустив один альбом и отыграв несколько концертов, в 2006 году прекратила своё существование. С тех пор Бретт Андерсон выступает сольно, выпустив в 2007 и 2008 по одному альбому.

### Настоящее
В 2010 году группа воссоединилась и дала несколько благотворительных концертов, после чего отправилась в тур.
21 сентября 2018 годы вышел восьмой студийный альбом Suede, который назван «The Blue Hour».

## Состав

### Текущий состав
- Бретт Андерсон — вокал (1989—2003, 2010—наши дни)
- Мэтью «Мэт» Осман — бас-гитара (1989—2003, 2010—наши дни)
- Саймон Гилберт — ударные (1991—2003, 2010—2013, 2013—наши дни)
- Ричард Оукс — соло-гитара, пианино (1994—2003, 2010—наши дни)
- Нил Кодлинг — ритм-гитара, клавишные (1996—2001, 2010—наши дни)

### Бывшие участники
- Бернард Батлер — соло-гитара, пианино (1989—1994)
- Джастин Фришманн — ритм-гитара (1989—1991)
- Джастин Уэлч — ударные (1990—1991, 2013)
- Майк Джойс — ударные (1990)
- Алекс Ли — ритм-гитара, клавишные (2001—2003)

## Дискография
Указаны наивысшие позиции в хит-параде синглов Великобритании (лучшие 40).

### Альбомы
- Suede («Замша») (1993) — № 1
- Dog Man Star («Собака человек звезда») (1994) — № 3
- Coming Up («Подъем») (1996) — № 1
- Head Music («Музыка в голове») (1999) — № 1
- A New Morning («Новое утро») (2002) — № 24
- Bloodsports («Кровавые забавы») (2013) — № 10
- Night Thoughts («Ночные мысли») (2016) — № 6
- The Blue Hour («Печальный час») (2018) — № 5
- Autofiction («Автопортрет») (2022) — № 2
- Antidepressants («Антидепрессанты») (2025)

### Синглы
- 1992: «The Drowners» — #49
- 1992: «Metal Mickey» — #17
- 1993: «Animal Nitrate» — #7
- 1993: «So Young» — #22
- 1994: «Stay Together» — #3
- 1994: «We Are the Pigs» — #18
- 1994: «The Wild Ones» — #18
- 1995: «New Generation» — #21
- 1996: «Trash» — #3
- 1996: «Beautiful Ones» — #8
- 1997: «Saturday Night» — #6
- 1997: «Lazy» — #9
- 1997: «Filmstar» — #9
- 1999: «Electricity» — #5
- 1999: «She’s in Fashion» — #13
- 1999: «Everything Will Flow» — #24
- 1999: «Can’t Get Enough» — #23
- 2002: «Positivity» — #16
- 2002: «Obsessions» — #29
- 2003: «Attitude» — #14
- 2013: «Its Starts And Ends With You»
- 2013: «Hit Me»
- 2013: «For The Strangers»
- 2015: «Outsiders»en
- 2015: «Like Kids»
- 2018: «The Invisibles»
- 2018: «Don’t Be Afraid if Nobody Loves You»
- 2018: «Life Is Golden»
- 2018: «Flytipping»
- 2022: «She Still Leads Me On»

### Видеорелизы
- 1993: Love and Poison (VHS)
- 1995: Introducing the Band (VHS и DVD)
- 2001: Lost In TV (DVD)

### Промоиздания
- 1997: Implement, Yeah!
- 2000: Sessions CD
- 2002: Simon
- 2004: See You In the Next Life